# Viela de arco

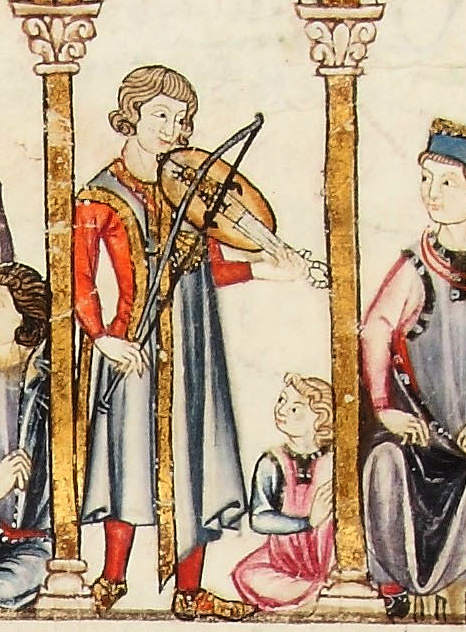
Músico tocando viela (ilustração de manuscrito medieval do século XIV)

A viela (do francês: vielle ) é um instrumento musical medieval de cordas friccionadas, antecessor do violino e similar à lira da braccio.
Surgiu na Europa, no século X, possivelmente como uma derivação da lira bizantina, que, por sua vez, era uma versão do rabāb árabe. As vielas medievais variavam em tamanho e forma. Geralmente tinham as cavilhas de ajuste na frente ou atrás, dispostas em um disco de junção plano e redondo ou em forma de coração, com três a cinco cordas afinadas em quintas (como dó-sol-ré etc.). O corpo do instrumento era frequentemente cinturado.

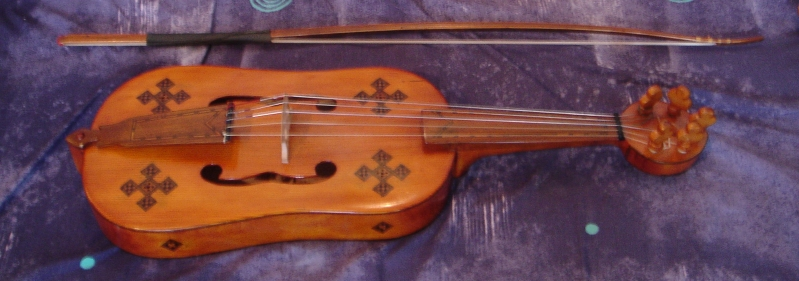
Reconstrução moderna da viela representada em várias pinturas de Hans Memling.